# Isopsestis cuprina
Isopsestis cuprina är en fjärilsart som beskrevs av Moore 1881. Isopsestis cuprina ingår i släktet Isopsestis och familjen sikelvingar. Inga underarter finns listade i Catalogue of Life.